# Podogaster coarctatus
Podogaster coarctatus là một loài tò vò trong họ Ichneumonidae.